# Восстание Хории, Клошки и Кришана
Восстание Хории, Клошки и Кришана (рум. Răscoala lui Horea, Cloșca și Crișan), в официальной историографии некоторых стран (например, СССР) Трансильванское крестьянское восстание 1784 года — крупное вооружённое выступление крепостных крестьян Трансильвании под руководством Хории (настоящее имя Василе Урсу Никола), Клошки (Ион Оргэ) и Кришана (Марку Джурджу) против властей Австрии.

## Причины восстания
В 1784 году в Австрии действовало крепостное право, которое становилось с каждым днём всё более невыносимым для крестьян. 31 января 1784 император Иосиф II издал указ о проведении переписи крестьян, что породило слухи о наборе солдат-граничар в пограничную стражу: воинская повинность была единственной для граничар. В Алба-Юлию стали отправляться крестьяне для записи на военную службу, рассчитывая таким образом освободиться от крепостной зависимости. Также причиной восстания являлось то, что румыны (коренное население) считались терпимой нацией, так как Австрия признавала только венгров, секуев и саксов. В 1691 и 1699 гг. император Австрии Леопольд выпустил т. н. «Дипломы», в которых все эти пункты были изложены. Была попытка избежать восстания, отправлена петиция Иннокентием Мику императору Австрии.

## Начало восстания
31 октября 1784 Кришан собрал отряд из 600 человек в селе Местякэн (комитат Заранд) и отправился с ними в Алба-Юлию. Администрация попыталась схватить Кришана, однако местные силы не справились с бунтующими. Крестьяне начали грабить дворянские поместья и церкви, и к началу ноября Заранд был охвачен восстанием. К восставшим присоединились крестьяне из комитатов Хунедоара и Арад, а также горнорабочие из Хунедоары, Бая-Маре, Марамуреша и Западно-Румынских гор. Помощь им оказали православные священники.

## Борьба властей за время
4 ноября возглавивший движение Хория принял клятву восставших об уничтожении дворянского сословия. Власти тем временем начали бороться за время, и пошли на перемирие с восставшими: 12 ноября в Тибру Клошка и полковник Шульц заключили перемирие на 8 дней, 16 ноября в Валя-Брадулуе об этом договорился Кришан. 21 ноября Кришан предъявил требования властям: ликвидировать дворянство как класс, разделить его земли и установить равное налогообложение.

## Разгром восстания
Власти проигнорировали требования Кришана, поскольку к тому моменту в распоряжении императора была уже готовая к бою армия. 7 декабря в битве при Михэйлени Кришан потерпел поражение, а его войска разбежались. 27 декабря Хория и Клошка попали в плен, 30 января 1785 года туда же угодил Кришан, однако в тот же день повесился, не желая попадать под суд. 28 февраля Хория и Клошка были казнены колесованием в Алба-Юлии.

## Последствия
В 1785 году Иосиф II вынужден был издать Акт об отмене крепостничества, но через пять лет Акт был аннулирован.

## Память
В Алба-Юлии установлены памятники крестьянским лидерам Хории, Клошке и Кришану. Их имя носила 2-я пехотная дивизия «Хория, Клошка ши Кришан», участвовавшая в заключительных сражениях Второй мировой войны против румынских воинских соединений, отказавшихся поддержать новое румынское правительство, объявившее войну Третьему Рейху после свержения режима Антонеску.